# Clubiona deterrima
Clubiona deterrima är en spindelart som beskrevs av Embrik Strand 1904. Clubiona deterrima ingår i släktet Clubiona och familjen säckspindlar.
Artens utbredningsområde är Norge. Inga underarter finns listade i Catalogue of Life.